# Giasone con il vello d'oro
Giasone con il vello d'oro (in spagnolo: Jasón con el vellocino de oro), o Giasone e il vello d'oro, è un dipinto del pittore fiammingo Erasmus Quellinus il Giovane che venne dipinto nel 1630 o tra il 1636 e il 1638. L'opera oggi è conservata al museo del Prado, a Madrid.
L'opera deriva da un bozzetto realizzato dal maestro di Quellinus, Pietro Paolo Rubens, oggi conservato ai musei Reali di Belle Arti del Belgio, a Bruxelles.

## Descrizione
Il dipinto raffigura Giasone, l'eroe del mito degli Argonauti, che tiene su un braccio il vello d'oro, l'obiettivo della spedizione. L'eroe indossa un'armatura avvolta da un mantello rosso e rivolge lo sguardo verso una statua del dio Marte, che si rifà alla statua del Marte Ultore oggi conservata ai musei Capitolini, a Roma. La posa del personaggio richiama l'Apollo del Belvedere. A differenza di altri allievi del Rubens, Quellinus il Giovane fu sempre abbastanza fedele ai bozzetti realizzati dal maestro.
La scena si svolge nel tempio di Marte, in quanto Rubens, autore del bozzetto originale, non scelse la versione più celebre del mito, narrata da Apollonio Rodio nelle sue Argonautiche, bensì la versione di Igino, secondo la quale il vello non era appeso a un albero ma si trovava nel santuario del dio della guerra. Effettivamente, secondo Frederick de Armas, il vello d'oro era stato ricollegato al re di Spagna Filippo IV, in quanto egli era nato sotto il segno dell'ariete, l'animale del vello. L'altare del tempio presenta una base con delle zampe di drago: questo è un riferimento al dragone che proteggeva il vello nella versione del mito raccontata da Ovidio.